# معتز عیسی برشم
مُعتَز عیسی بَرشِم (به عربی: مُعتَز عيسى بَرشِم) (زادهٔ ۲۴ ژوئن ۱۹۹۱) قهرمان پرش ارتفاع اهل قطر است. او با حدنصاب ۲٫۴۳ متر (۲۰۱۴)، رکورددار قارهٔ آسیا است.